# Subsecretari de stat în Guvernul Ion Antonescu (1)
În Guvernul Ion Antonescu (1) au fost incluși și subsecretari de stat, provenind de la diverse partide.

## Subsecretari de stat
- Subsecretar de stat la Ministerul de Interne

Lt-Colonel Alexandru Rioșanu (10 - 14 septembrie 1940)
- Subsecretar de stat la Ministerul de Interne

Petre Logardi (4 - 14 septembrie 1940)
- Subsecretar de stat la Ministerul Apărării Naționale

General Constantin Pantazi (7 - 14 septembrie 1940)
- Subsecretar de stat la Ministerul Înzestrării Armatei

General Gheorghe Dobre (7 - 14 septembrie 1940)
- Subsecretar de stat la Ministerul Aerului și Marinei

Comandor Gheorghe Jienescu (7 - 14 septembrie 1940)
- Subsecretar de stat la Ministerul Economiei Naționale

Gheorghe Strat (4 - 14 septembrie 1940)
- Subsecretar de stat la Ministerul de Finanțe pentru Inventarierea Avuțiilor Publice

Vasile Noveanu (4 - 14 septembrie 1940)
- Subsecretar de stat la Ministerul de Finanțe

Ion D. Enescu (4 - 14 septembrie 1940)
- Subsecretar de stat la Ministerul de Finanțe

Augustin Bideanu (4 - 14 septembrie 1940)
- Subsecretar de stat la Ministerul Agriculturii și Domeniilor

Petre Nemoianu (4 - 14 septembrie 1940)
- Subsecretar de stat la Ministerul Agriculturii și Domeniilor

Dumitru Topciu (4 - 14 septembrie 1940)
- Subsecretar de stat la Ministerul Educației Naționale

Dumitru V. Țoni (4 - 7 septembrie 1940)
- Subsecretar de stat la Ministerul Propagandei Naționale

Vasile Stoica (4 - 14 septembrie 1940)